# 함안군의 농어촌버스
함안군의 농어촌버스는 시내버스와 동일한 형식으로 함안군 내에서 운행중인 버스를 뜻하며, 함안군에서 시내버스로 안내하는 노선은 마산시외버스터미널, 마산남부시외버스터미널 등 창원시 방면으로 운행하고 있다. 창원시의 시내버스와 동일한 운임을 징수하며 2008년 2월까지는 모두 완행형 시외버스 노선이었다. 본래 시외버스 업체가 운영하기 때문에 창원시내 기점은 별다른 개별 차고지를 보유하지 않고 시외버스터미널로 각각 두고 있다.
현재 운행업체는 경전여객으로, 동일익스프레스(동일고속)라는 법인명칭으로 운행중에 있다. 이전에는 시대별로 다음과 같은 순서로 운영업체가 변경되었다.
- 우성여객(1971년~2003년) 
→ 성은고속(2003년~2004년 9월) 
→ 우성여객 → 동부강남(2004년 9월~2007년 7월)
→ 경전여객(2007년 7월~)

## 창원 행 노선의 역사
창원 행 노선은 이전에는 시외버스 노선이었기 때문에 여기서는 시외버스에서 농어촌 버스로 전환하게 된 계기의 시점에서부터 서술한다.
당시 함안 시외버스 운행업체인 동부강남의 파업과 도산으로 함안지역 버스노선의 판도가 크게 변하기 시작했다. 2005년 파업 때는 마창 시내버스 일부의 함안노선신설과 연장이 있었으며, 이후 2007년에 회사가 도산되어 우성-성은-동부강남 계열의 거대한 운영의 맥이 끊기게 되면서, 이때 진주시 소재의 버스운수업체인 경전여객(또는 경전고속, 동일고속)이 새롭게 노선 인가 받은 이후 얼마 안가 농어촌버스로 전환하게 된다.

### 동부강남의 파업(2005년)

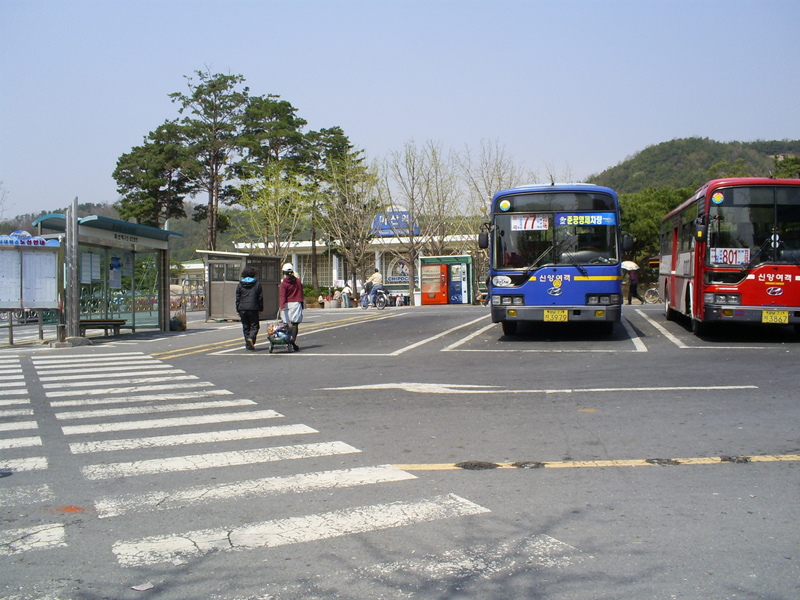
마산역광장에 대기중인 77번 버스

이전부터 마산-함안간 시외버스노선은 우성여객이라는 업체가 수년여간 운행해 왔다. 이후 잠시 운영업체가 성은고속으로 바뀌었으나, 기존의 성은고속을 우성여객이 2004년 9월 흡수 합병하면서, 다시 운영권은 우성여객으로 넘어가게 되었다.
이후 우성여객은 2005년 2월 동부강남으로 회사명을 변경하게 되는데, 경영난으로 어려움을 겪던 성은여객을 흡수한 이후 승객감소로 더욱 적자가 심화, 급기야는 유류세를 제때 납부하지 못하고 직원 임금마저 지급 할 수 없는 처지에 놓이자, 결국 시외버스 운전기사들이 2005년 2월 4일부터 파업을 선언해, 마산-함안간 시외버스 노선 이외에 진주나 기타등지로 운행하는 시외버스 노선도 모두 운행이 중단되기에 이르렀다. 지난 2004년 9월 성은고속을 흡수합병하면서 밀린 임금 4억원을 경상남도의 재정지원금으로 지불하기로 하였는데, 연말 채권자들이 모두 가압류하는 바람에 집행을 하지 못하게 되었기 때문이다. 한편 경상남도와 함안군은 전세버스와 타사 시외버스를 긴급투입하여 운행 중단으로 인한 교통 대란을 무마하려했으나 속수무책이었으며, 이로 인해 마산-함안간의 시외교통 이용이 매우 불편해졌다.
한편 경상남도는 마창 시내버스 협의회에도 도움을 요청하게 되는데, 이때 마산-함안간 시외버스 대체노선으로 2005년 7월 18일부터 가야터미널 방면의 좌석버스 800번과 칠원, 칠서 방면의 801번이 임시로 운행되기 시작하였으며, 기존의 시외버스 노선과 마찬가지로 기종점은 마산시외버스터미널이었다. 이후 동부강남이 정상화되었으나 800번과 801번은 그대로 운행하였으며, 이는 사실상의 통상노선으로 굳어지게 되면서 이후 2006년 10월 9일을 기해 800번은 폐선, 기존의 8대 72회로 운행하던 252번을 6대 54회로 운행 횟수를 줄이는 것과 동시에 2대 하루 12회, 90분 간격으로 252-1번이 신설되어 800번의 대체노선으로 가야터미널 방면으로 운행하기 시작하였다. 또한, 250번과 253번 노선이 함안까지 연장되어 운행하게 되었다.

### 동부강남의 도산과 경전여객의 인가(2007년)
2005년 동부강남의 파업이후 동부강남의 정상화가 되는 듯 하더니, 느닷없이 결국 운영적자 악화로 2007년 회사가 도산해버려 그해 2월 2일 버스 운행이 전면 중단되어 함안군 전체의 교통이 완전히 마비되는 사태가 발생하자, 이때도 역시 경상남도와 함안군은 임시버스와 타 사 시외버스를 투입하게 되었다.
여기서는 당시 마산시를 연고로 한 시내시외버스겸업사업자인 '삼도여객'과 진주시를 연고로 한 시외버스 사업자인 경전여객이 경상남도의 주선으로 3월 9일부터 버스를 함안으로 지원운행 투입하기 시작했다. 이 과정에서 기존사업자인 동부강남, 성은고속이 2007년 3월 8일과 4월 30일에 걸쳐 버스운송사업면허가 취소되자 경상남도는 2007년 7월 17일자로 경전여객을 함안지역 모든 시외버스 노선의 운영업체로 정식 인가하게 되면서, 1971년이래 줄곧 함안지역의 시외버스 운수를 담당해온 우성여객-성은고속-동부강남계열을 대신하여 36년 만에 함안지역 시외버스 운송사업자가 바뀌게 되었다.

## 농어촌 버스로의 전환과 갈등

### 농어촌 버스 전환 요구
함안지역 시외버스 운행을 개시한 지 얼마 안된 2007년 9월 13일, 회사가 소유한 115대의 시외버스차량 가운데 30대를 농어촌버스로 전환해 줄 것을 요청하는 내용을 담은 운송사업 계획 변경을 경상남도에 제출하였다. 제출한 사유로는 '함안군에는 경남도 관할의 시외버스와 마창시내버스만 운행해 군이 제대로 교통분야에 대처할 수 없어, 주민들의 불편해소에 제대로 부흥하지 못하고 있기 때문이다'라고 언급하였다. 이에 따라 경상남도는 사업계획 변경안을 검토하기 시작했다.
일반 농어촌버스로 전환하게 될 경우, 마산시-함안군 경계에서 외곽 30km지점까지 운행이 가능하게 되어 사실상 마산 전 지역을 대상으로 운행할 수 있게 되는것에 대해, 당시 마산 5개 시내버스회사와 당시 준공영제를 시행중이었던 마산시 측은 격렬하게 반대입장을 표명하였다. 이는 버스가 중복운행하게 되면서 마산시 측에서는 기존 노선의 수익감소로 더욱 많은 재정지원금을 투입해야 했기 때문이었다. 이에 대해 경전여객 측은 '이전부터 어시장 방면으로는 운행하고 있었다'며 반박하였다. 결국 함안군내로의 편리한 버스 이용과 마산시의 기존노선 수익감소를 놓고 양 시군은 극렬하게 갈등, 대립해 왔다.

### 농어촌 버스 전환 인가와 후폭풍
결국 경상남도는 2007년 12월 18일자로 농어촌버스로의 전환을 최종 인가하면서 함안군과 경전여객의 손을 들어주었다. 총 21대의 시외버스를 농어촌버스로 면허를 전환하게 하였고, 이후 2008년 2월 25일부터 농어촌버스로 공식적으로 운행에 들어갔다. 그러나 당시 인가에는 함안읍과 여향면에서 진동으로 가는 버스 노선은 인가 노선에서 배제되어 있었고, 기존의 마창진 시내버스에 장착되어 있는 카드단말기(마이비)와 자동안내방송장치는 운행 초기에 설치되지 않았고 같은 해 7월 초가 되어서야 단말기와 자동안내방송기기를 각각 설치하기 시작했다. 한편 마산, 창원시내의 버스정류장 표지판과 안내정보시스템(BIS)에는 이 노선들의 안내를 제공하지 않고 있다.
이후 경전여객에서 함안군 농어촌버스로 전환 운행으로 교통 여건이 많이 호전되었는데도 마산시 시내버스 소속의 버스가 계속 연장 운행하는 것에 대해 운영손실을 보고 있다며 마산시를 상대로 '시내버스 개선명령 기간연장 처분취소 청구소송'을 제기하였다. 한편 마창8개 운수업체도 함안군을 상대로 '여객자동차 운송사업면허 처분 취소소송'을 제기하였다. 이와중에 2008년 10월 8일부터 함안군내를 운행하는 마산시 시내버스 소속의 버스 운행을 전면 중단하였다. 그러나 2009년 1월 28일에 그동안 갈등을 빚어왔던 함안군 진입과 관련해 공식적으로 행정협약을 체결하여 2월 4일부터 다시 함안군 내의 마산시 소속 시내버스 운행을 재개하게 되었다.

### 소송과 기각·각하
지난 2008년 9월에 제기한 마창8개 운수회사가 함안군을 상대로 낸 '여객자동차 운송사업면허 처분 취소소송'과 경전여객이 마산시를 상대로 낸 '시내버스 개선명령 기간연장 처분취소 청구소송'에 대하여 창원지방법원 제1행정부는 '재량권을 일탈남용한 것으로 볼 수 없다', '법률상 이익이 없다'는 근거로 두 소송을 모두 기각, 각하하였다.

## 차량
우성여객 시외버스 시절에는 고속/관광형 버스가 마산-함안간 시외버스로 투입되었으나, 동부강남으로 사명을 변경 한 이후에는 대우자동차의 BS106(Royal City)형과 같은 도시형 버스가 투입되기 시작하였다. 당시 도색은 동부강남 자체의 도색을 채용하였다.
동부강남의 도산 이후 들어온 경전여객은 역시 도시형 버스의 일반적인 모델인 대우 BS106 로얄 시티버스를 투입하였는데, 도색은 기존의 동부강남처럼 자체도색을 적용하지 않고 경상남도 2001년 이후의 신형 도시형버스 도색, 즉 2001년 이후 도입된 마창진 시내버스차량과 동일한 도색을 채용하였다. 기존 마창진 시내버스는 차체 앞부분에 회사명을 표기하나, 경전여객의 차량에는 초창기에는 함안군의 로고가 새겨져 있었으며, 2008년 말 이후부터는 이를 삭제하고 로고 없이 민무늬로 되어 있었으나 2011년 4월 20일 기준으로 함안농어촌 차량 전체가 동일고속의 회사명을 표기해 경상남도 시내버스와 통일성을 보여주고 있다.

## 노선

### 창원 방면 버스
| 노선 번호 | 운행업체       | 운행구간                                        | 운행구간 | 운행구간                | 경유지 | 배차 간격 (분) | 비고       |
| --------- | -------------- | ----------------------------------------------- | -------- | ----------------------- | --- | -------------- | ---------- |
| 113-1     | 동일익스프레스 | 용산사거리 (대산, 칠북, 칠서, 칠원, 남지, 지정) | ↔        | 마산터미널 (창원터미널) | 이현, 칠원우체국, 야촌삼거리, 수정그린A/메트로자이A, 신우타워, 코오롱아파트, 중리삼거리, 마재고개, 내서초등학교, 마산역                                                                    | 18             | 노선시간표 |
| 114-1     | 동일익스프레스 | 가야도항주공 (게티, 군북)                       | ↔        | 마산터미널 (창원터미널) | 가야사거리, 함안역, 대천마을, 수동, 산인공단, 마산대학, 마산농산물시장, 중리역, 중리삼거리, 마산역                                                                                         | 100            | 노선시간표 |
| 250-1     | 동일익스프레스 | 에이스아파트 (대산, 평림)                       | ↔        | 남마산터미널            | 칠서기공아파트, 산성자전거, 용산사거리, 칠원우체국, 신우타워, 코오롱아파트, 회성동, 석전사거리, 회산교, 삼성생명, 어시장, 마산합포구청, 문화동, 경남대학교, 월영아파트, 해운중학교         | 26             | 노선시간표 |
| 252-2     | 동일익스프레스 | 가야도항주공 (게티, 군북)                       | ↔        | 남마산터미널            | 가야사거리, 함안역, 푸른주유소, 산인면사무소, 산인역, 마산대학, 중리역, 중리삼거리, 회성동, 석전사거리, 회산교, 삼성생명, 어시장, 마산합포구청, 문화동, 경남대학교, 월영아파트, 해운중학교 | 52             | 노선시간표 |

### 관내 농어촌버스
- 함안군에서는 번호형 농어촌버스가 들어오지 않는 지역을 대상으로 관내 버스가 운행중이다. 여러 방향으로 운행하며 일부는 공영버스가 운행하기도 한다.
- 또한 777번의 경우 일부 노선에 따라 학산, 입곡, 대천, 수동마을, 문암, 산익마을, 산인농공단지, 신동마을, 운곡, 용담, 마산대학, 농수산물공판장, GS자이, 벽산블루밍, 야촌, 양정, 무기, 칠원, 기공A를 미경유할 경우가 있다.

| 기·종점   | 행선지 |
| --------- | --- |
| 함안 기점 | 농협하나로마트, 성당, 군청, 산인면 사무소, 성진맨션, 당산, 부동, 이수정, 읍내, 송정, 파수, 평기, 서촌, 동촌, 구혜, 대산, 평림, 운곡, 송정, 강명리, 여항, 봉곡, 내곡, 주동, 진동, 남마산, 석무, 주물, 사평, 유뇌, 정곡, 법수, 강주, 내송, 대평, 문현, 백산, 의령, 월촌, 죽산, 사정, 토현, 매곡, 오당, 소포, 군북, 박곡, 오곡, 명동, 유현, 게티, 필동, 진동, 남마산 |
| 777번     | 산인면 사무소, 성진맨션, 학산, 입곡, 대천, 수동마을, 문암, 산익마을, 산인농공단지, 신동마을, 운곡, 용담, 마산대학, 농수산물공판장, GS자이, 벽산블루밍, 야촌, 양정, 무기, 칠원, 기공A, 운곡, 송정 |